# Hormathia digitata
Hormathia digitata is een zeeanemonensoort uit de familie Hormathiidae. Hormathia digitata werd voor het eerst wetenschappelijk beschreven door Otto Friedrich Müller in 1776.

## Beschrijving
De basisdiameter van Hormathia digitata kan de 100 mm bereiken. De kolom heeft duidelijk zichtbare knobbeltjes. Ongeveer 100 tentakels zijn gerangschikt in veelvouden van zes. De kleur is meestal lichtroze of oranje, soms bijna wit. De mondopening heeft een meer verzadigde tint roze of oranje.

## Verspreiding
Hormathia digitata is bekend langs de kusten van de Noordzee, Scandinavië en Europese arctische gebieden. Deze soort lijkt de voorkeur te geven aan harde, rotsachtige ondergrond of grind. Meestal op slakkenhuizen, vooral op de grote wulken Neptunea of Buccinum (levend of dood), uitsluitend sublitoraal, van ongeveer 20 meter tot diep water.